# Проективная идентификация
Проекти́вная идентифика́ция — психический процесс, относимый к механизмам психологической защиты. Заключается в бессознательной попытке одного человека влиять на другого таким образом, чтобы этот другой вёл себя в соответствии с бессознательной фантазией данного человека о внутреннем мире другого. Многими исследователями не выделяется как самостоятельный процесс, а рассматривается как смесь проекции и интроекции. Впервые описан Мелани Кляйн.

## Описание
При проективной идентификации не только пациент воспринимает терапевта искажённым образом, обусловленным ранними объектными отношениями пациента: кроме этого на терапевта оказывается давление, чтобы он вёл себя в соответствии с бессознательной фантазией пациента.— Ogden, Thomas H. Projective Identification: Psychotherapeutic Technique. — Нью-Йорк: Jason Aronson, 1977. — 246 с. — ISBN 978-0876685426, ISBN 0876685424.
Как и любой защитный механизм, проективная идентификация применяется людьми в разнообразных ситуациях, не ограничивающихся только психотерапией. Используя её, человек не ограничивается тем, что предполагает наличие в другом человеке тех элементов психической жизни, которые на самом деле находятся в нём самом (как при проекции), — он также старается получить подтверждение того, что его фантазии соответствуют действительности. Данная цель достигается за счёт бессознательного поведения, провоцирующего обратную реакцию в соответствии с ожиданиями человека. Например, человек может вести себя раздражающе с целью вызвать ожидаемую им агрессию. Так как подобное поведение осуществляется бессознательно, человек осознаёт только полученную им обратную реакцию и, таким образом, получает подтверждение своих фантазий. При этом образуется замкнутый, слитый комплекс: человек одновременно проецирует свои собственные состояния на другого и интроецирует их, сохраняя эмпатию с проецированным состоянием.

## Связь с психическими расстройствами и типами личности
Есть мнение, что активное применение проективной идентификации свидетельствует о пограничном состоянии человека. Предполагается, что в состоянии психоза человек уже не нуждается в подтверждении своих фантазий: он и так уверен в их истинности. С другой стороны, неспособность рефлексировать собственные эмоциональные процессы, обнаруживать их влияние на собственный мыслительный процесс говорит о достаточно низком уровне дифференциации (в терминологии теории семейных систем), что заставляет предполагать большую, чем при невротическом уровне, «нарушенность». Отсюда очевидно следует связь этой защиты с пограничной личностной организацией.